# Kabinett Blum III

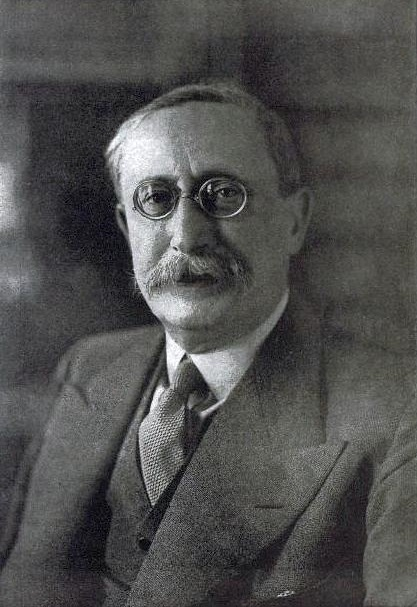
Léon Blum war zwischen 1946 und 1947 Premierminister

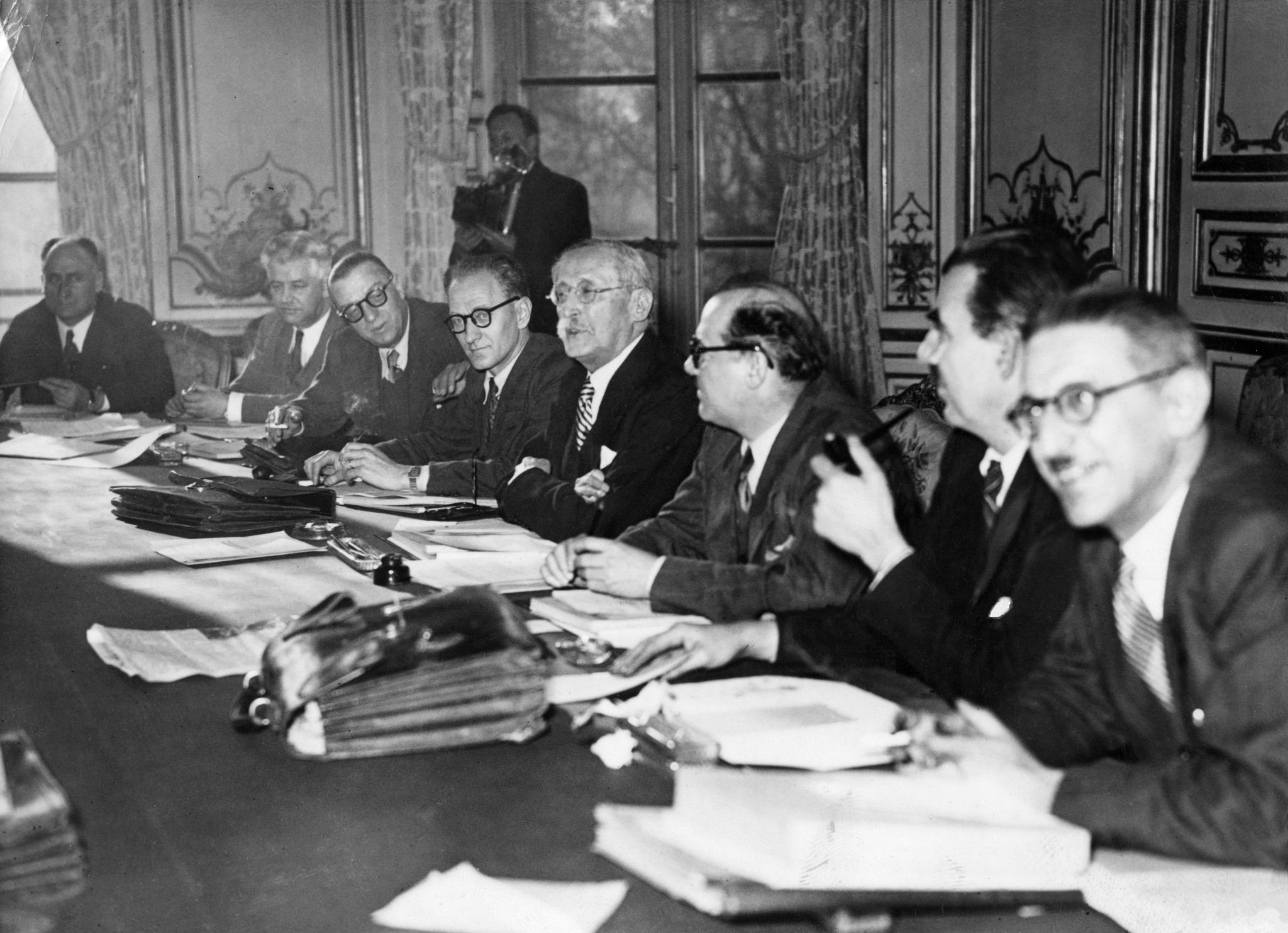
Drittes Kabinett Léon Blum in Matignon

Das dritte Kabinett Blum wurde in Frankreich am 16. Dezember 1946 von Premierminister Léon Blum als provisorische Regierung der Französischen Republik gebildet und löste das Kabinett Bidault I ab. Am 22. Januar 1947 wurde das Kabinett durch das Kabinett Ramadier I abgelöst, nachdem zuvor am 16. Januar 1947 der erste Staatspräsident der Vierten Französischen Republik Vincent Auriol gewählt worden war. Dem Kabinett gehörten ausschließlich Vertreter der Section française de l’Internationale ouvrière (SFIO) an.

## Minister
Dem Kabinett gehörten folgende Minister an:
| Amt                                                          | Name                    | Beginn der Amtszeit | Ende der Amtszeit |
| ------------------------------------------------------------ | ----------------------- | ------------------- | ----------------- |
| Premierminister                                              | Léon Blum               | 16. Dezember 1946   | 22. Januar 1947   |
| Staatsminister                                               | Guy Mollet              | 16. Dezember 1946   | 22. Januar 1947   |
| Staatsminister Minister für die französischen Überseegebiete | Augustin Laurent        | 16. Dezember 1946   | 22. Januar 1947   |
| Staatsminister                                               | Félix Gouin             | 16. Dezember 1946   | 22. Januar 1947   |
| Siegelbewahrer, Justizminister                               | Paul Ramadier           | 16. Dezember 1946   | 22. Januar 1947   |
| Außenminister                                                | Léon Blum               | 16. Dezember 1946   | 22. Januar 1947   |
| Innenminister                                                | Édouard Depreux         | 16. Dezember 1946   | 22. Januar 1947   |
| Minister für nationale Verteidigung                          | André Le Troquer        | 16. Dezember 1946   | 22. Januar 1947   |
| Minister für nationale Wirtschaft und Finanzen               | André Philip            | 16. Dezember 1946   | 22. Januar 1947   |
| Landwirtschaftsminister                                      | François Tanguy-Prigent | 16. Dezember 1946   | 22. Januar 1947   |
| Minister für industrielle Produktion                         | Robert Lacoste          | 16. Dezember 1946   | 22. Januar 1947   |
| Minister für nationale Bildung                               | Marcel-Edmond Naegelen  | 16. Dezember 1946   | 22. Januar 1947   |
| Minister für öffentliche Arbeiten, Verkehr und Wiederaufbau  | Jules Moch              | 16. Dezember 1946   | 22. Januar 1947   |
| Minister für die Überseegebiete                              | Marius Moutet           | 16. Dezember 1946   | 22. Januar 1947   |
| Minister für Arbeit und soziale Sicherheit                   | Daniel Mayer            | 16. Dezember 1946   | 22. Januar 1947   |
| Minister für Post, Telegrafie und Telefonie                  | Eugène Thomas           | 16. Dezember 1946   | 22. Januar 1947   |
| Minister für öffentliche Gesundheit und Bevölkerung          | Pierre Ségelle          | 16. Dezember 1946   | 22. Januar 1947   |
| Minister für Veteranen und Kriegsopfer                       | Max Lejeune             | 16. Dezember 1946   | 22. Januar 1947   |
| Staatssekretär beim Premierminister                          | Albert Gazier           | 16. Dezember 1946   | 22. Januar 1947   |